# Weinkommissionär
Weinkommissionär ist ein traditioneller Beruf im Weinhandel.

## Tätigkeit
Ein Weinkommissionär vermittelt den Absatz vom Winzer zum Abnehmer. Eine wesentliche Aufgabe des Weinkommissionärs ist die Beratung beider Seiten. Aufgrund seiner Markt- und Produktkenntnis berät der Weinkommissionär den Käufer unabhängig nach dessen besonderen Bedürfnissen und er organisiert die Abwicklung des Kaufs – auch ins Ausland. Er vermittelt auf dem Beschaffungsmarkt Most, Wein oder Trauben auf Provisionsbasis (ca. 4–5 %) im eigenen Namen für fremde Rechnung, die in der Regel vom Käufer und Verkäufer je zur Hälfte getragen werden.
Traditionell ist seine Mitwirkung bei den großen deutschen Weinversteigerungen.
Der Berufsstand der Weinkommissionäre ist jahrhundertealt und geht auf die Zunft der „Weinsticher“ zurück, die den Wein zu prüfen hatten.